# And a Little Pleasure
And A Little Pleasure – album muzyczny nagrany w duecie przez amerykańskiego pianistę jazzowego Tommy'ego Flanagana oraz saksofonistę tenorowego (rzadziej sopranowego) J. R. Monterose'a. 
Płyta została nagrana 6 i 7 kwietnia 1981 w Nowym Jorku. LP, którego pełny tytuł brzmiał: J. R. Monterose duo with Tommy Flanagan...And A Little Pleasure ukazał się nakładem wytwórni Uptown w 1981. Późniejsze reedycje na CD: np. Reservoir Music (PSR CD 109) miały już tytuł A Little Pleasure.

## Muzycy
- J. R. Monterose – saksofon tenorowy (1,3,5,6,8), saksofon sopranowy (2,4,7)
- Tommy Flanagan – fortepian

## Lista utworów
| 1. | "Never Let Me Go" (Ray Evans, Jay Livingston)                             | 7:10  |
|    |                                                                           |       |
| 2. | "Pain and Suffering...And a Little Pleasure (J. R. Monterose)             | 5:43  |
|    |                                                                           |       |
| 3. | "Con Alma" (Dizzy Gillespie)                                              | 5:30  |
|    |                                                                           |       |
| 4. | "Central Park West" (John Coltrane)                                       | 5:04  |
|    |                                                                           |       |
| 5. | "Winnie's Pad" (J. R. Monterose)                                          | 3:12  |
|    |                                                                           |       |
| 6. | "Theme for Ernie" (Fred Lacey)                                            | 9:07  |
|    |                                                                           |       |
| 7. | "A Nightingale Sang in Berkeley Square" (Eric Maschwitz, Manning Sherwin) | 7:30  |
|    |                                                                           |       |
| 8. | "Twelve Tone Tune" (Ray Evans)                                            | 2:58  |
|    |                                                                           |       |
|    |                                                                           | 46:14 |
|    |                                                                           |       |

## Informacje uzupełniające
- Produkcja – Mark Feldman
- Inżynier dźwięku – Fred Miller
- Transfer cyfrowy – Rudy Van Gelder
- Zdjęcia – Alex Caster, Joseph P. Schuyler
- Projekt okładki – B. Robert Johnson
- Tekst wkładki do płyty – Peter Leitch
- Łączny czas nagrań – 46:04